# Trophy Club
Trophy Club és una població dels Estats Units a l'estat de Texas. Segons el cens del 2008 tenia 7.391 habitants.

## Demografia
Segons el cens del 2000, Trophy Club tenia 6.350 habitants, 2.271 habitatges, i 1.934 famílies. La densitat de població era de 605,4 habitants/km².
Dels 2.271 habitatges en un 43,2% hi vivien nens de menys de 18 anys, en un 78,6% hi vivien parelles casades, en un 4,5% dones solteres, i en un 14,8% no eren unitats familiars. En el 12,5% dels habitatges hi vivien persones soles el 2,2% de les quals corresponia a persones de 65 anys o més que vivien soles. El nombre mitjà de persones vivint en cada habitatge era de 2,8 i el nombre mitjà de persones que vivien en cada família era de 3,05.
Per edats la població es repartia de la següent manera: un 28,6% tenia menys de 18 anys, un 4% entre 18 i 24, un 33% entre 25 i 44, un 28,2% de 45 a 60 i un 6% 65 anys o més.
L'edat mediana era de 37 anys. Per cada 100 dones de 18 o més anys hi havia 98,6 homes.
La renda mediana per habitatge era de 92.492$ i la renda mediana per família de 93.990$. Els homes tenien una renda mediana de 72.625$ mentre que les dones 36.845$. La renda per capita de la població era de 37.707$. Aproximadament l'1,2% de les famílies i l'1,8% de la població estaven per davall del llindar de pobresa.

## Poblacions més properes
El següent diagrama mostra les poblacions més properes.